# Włodzimierz Ryms
Antoni Włodzimierz Ryms (ur. 5 lipca 1945 w Ciechanowie) − polski prawnik, sędzia, wiceprezes Naczelnego Sądu Administracyjnego, w latach 2003–2014 członek Państwowej Komisji Wyborczej.

## Życiorys
Syn Bolesławy i Bolesława Rymsa. W 1968 ukończył studia na Wydziale Prawa i Administracji Uniwersytetu Warszawskiego. Następnie odbył aplikację sądową w okręgu Sądu Wojewódzkiego w Olsztynie i w 1970 zdał egzamin sędziowski. Później pracował w sądownictwie na Warmii i Mazurach, gdzie orzekał w sprawach cywilnych jako asesor i sędzia, a od 1977 był sędzią Sądu Wojewódzkiego w Płocku. 
W 1981 został delegowany do pracy w Departamencie Prawnym w Ministerstwie Sprawiedliwości, gdzie pracował na różnych stanowiskach, a od 1989 był dyrektorem tegoż departamentu.
W 1985 uchwałą Rady Państwa został powołany na stanowisko sędziego Naczelnego Sądu Administracyjnego, a w lipcu 1995 prezydent Lech Wałęsa powołał go na wiceprezesa NSA. W styczniu 1996 prezes NSA Roman Hauser powierzył mu obowiązki prezesa Izby Ogólnoadministracyjnej Naczelnego Sądu Administracyjnego. Funkcję pełnił do 2015.
W 2003 został przez prezydenta Aleksandra Kwaśniewskiego powołany na członka Państwowej Komisji Wyborczej.
1 grudnia 2014 wraz z siedmioma innymi członkami Państwowej Komisji Wyborczej zrzekł się funkcji pełnionej w Komisji.

## Ordery i odznaczenia
- Krzyż Kawalerski Orderu Odrodzenia Polski (2011)[6][7]